# 夜想曲第16番 (ショパン)
夜想曲第16番 変ホ長調 作品55-2 は、フレデリック・ショパンが1843年に作曲、翌年出版されたピアノのための夜想曲。献呈先は作品55-1と同様に弟子のジェーン・ウィルヘルミナ・スターリング嬢。

## 構成
変ホ長調、アンダンテ・ソステヌート、8分の12拍子。
ロンド形式に近いが非常に自由な展開で、冒頭は変ロ音からトリルのついたニ音の単旋律。左手は音域の広いショパン特有の伴奏。展開部も再現部もなくまた転調もあまりに頻繁で、主調に回帰する繰り返しがロンド形式に近いというだけである。
このため単純な繰り返しにならないように5連符を導入したり右手の重音トリルを組み合わせている。また最後は ff で終わらせ、意表をついている。最後の和音に付けられた"＜"は、ピアノでは不可能なクレッシェンドではなく音楽的なアクセントと考えられている。